# One Better Day
One Better Day is een single uit 1984 van de Britse ska-popgroep Madness. Het is geschreven door zanger Suggs en bassist Mark Bedford en werd de negentiende top 20-hit op rij in de Britse hitlijsten. De B-kant van One Better Day is Suggs' eerste solocompositie Guns; een aanklacht tegen het gebruik van wapens in Amerika.De 12-inch-versie bevat als bonus het geremixte Victoria Gardens en Sarah, een onafgemaakt nummer van saxofonist Lee Thompson. De titel is afgeleid van de uitdrukking "He's seen better days" ("Hij heeft zijn beste tijd gehad").

## Achtergrond
One Better Day, het relaas van twee verliefde daklozen, werd in het najaar van 1983 opgenomen in drie verschillende versies. De definitieve, die in februari 1984 werd uitgebracht op het album Keep Moving, is opgesierd met strijkers en percussie.     
Oorspronkelijk zou Victoria Gardens de opvolger worden van de single Michael Caine, maar buiten medeweten van de band koos platenmaatschappij Stiff uiteindelijk voor One Better Day; de laatste single van Madness op dit label. Wegens vertrouwensbreuk besloot de band het aflopende contract niet te verlengen.
Omdat Stiff weigerde een videoclip te bekostigen besloot Madness het zelf te doen. Het werd onder meer opgenomen in de daklozenopvang uit de openingszin "Arlington House, address no fixed abode". De reeds opgestapte pianist Mike Barson kwam speciaal voor deze gelegenheid vanuit Amsterdam overgevlogen, en Suggs' echtgenote - zangeres Bette Bright - kreeg een rol als de dakloze vrouw met de "million plastic bags". 

## Live- en andere uitvoeringen
One Better Day werd gepromoot met playback-optredens in diverse televisieprogramma's en op het Gouden Roos-festival van Montreux.  In een aankondigingssketch voor de clipverzamelaar Utter Madness uit 1986 vertolkten Suggs en Thompson in een metrostation de onuitgebrachte jazzy versie. Pas na de eerste reünieconcerten uit 1992 kreeg One Better Day geruime tijd een vaste plek in het live-repertoire. In 2005 speelde Madness het bij het 100-jarig jubileum van Arlington House, dat in 2010 na ingrijpende renovatie werd heropend. In 2017 beleefde Guns na 33 jaar zijn vuurdoop in Denemarken; dit ter voorbereiding op het eigen festival House of Fun Weekender waar de band tot 2021 speciale concerten gaf met zeldzame nummers.
Suggs · Mike Barson · Lee Thompson · Chris Foreman · Mark Bedford · Daniel Woodgate · Chas Smash